# Ӳ̆
Cette page contient des caractères spéciaux ou non latins. S’ils s’affichent mal (▯, ?, etc.), consultez la page d’aide Unicode.
Ӳ̆ (minuscule : ӳ̆), appelé ou double accent aigu brève, est une lettre additionnelle de l’alphabet cyrillique utilisée en doungane par certains auteurs ou dans la transcription du chinois. Elle est composée du ou ‹ У › diacrité d’un double accent aigu et d’une brève.

## Utilisations
Vassili Radlov a utilisé l’ou double accent aigu brève dans la transcription des langues turques de Sibérie au XIXe siècle.

## Représentation informatique
L’ou double accent aigu brève peut être représenté avec les caractères Unicode suivants (cyrillique, diacritiques) :
- composé (NFC)

| formes    | représentations | chaînes de caractères | points de code | descriptions                                                        |
| --------- | --------------- | --------------------- | -------------- | ------------------------------------------------------------------- |
| capitale  | Ӳ̆               | Ӳ◌̆                    | U+04F2 U+0306  | lettre majuscule cyrillique ou accent aigu diacritique brève        |
| minuscule | ӳ̆               | ӳ◌̆                    | U+04F3 U+0306  | lettre minuscule cyrillique ou double accent aigu diacritique brève |

- décomposé (NFD)

| formes    | représentations | chaînes de caractères | points de code       | descriptions                                                                    |
| --------- | --------------- | --------------------- | -------------------- | ------------------------------------------------------------------------------- |
| capitale  | Ӳ̆               | У◌̋◌̆                   | U+0423 U+030B U+0306 | lettre majuscule cyrillique ou diacritique double accent aigu diacritique brève |
| minuscule | ӳ̆               | у◌̋◌̆                   | U+0443 U+030B U+0306 | lettre minuscule cyrillique ou diacritique double accent aigu diacritique brève |